# 山田貴幸
山田 貴幸（やまだ たかゆき、1967年10月12日 - ）は、NHKのシニアアナウンサー。

## 人物
- 新潟県新潟市中央区古町出身。
- 新潟県立新潟高等学校、東北大学[2]理学部数学科[3]卒業後、1991年入局。
- 2022年夏に新潟放送局へ改めて異動となる。

## 挿話・嗜好
- 入局後は、秋田や新潟等に勤務して、地域のニュースを担当している。
- 趣味は温泉巡りと海外ドラマの鑑賞。

## 現在の出演番組・業務
- ニュース・気象情報（新潟）（不定期）
- アナウンス統括代理（デスク業務）

## 過去の出演番組
- ニュースフレッシュ山梨
- 新潟発610（新潟局（1度目）
- ここはふるさと 旅するラジオ
- ほっとニュース北海道 いぶりDAYひだか（室蘭局）
- NHK BSニュース
- アナウンス統括（新潟局（2度目））
- 新潟放送局制作番組の編集責任者（新潟局（2度目））
- CATVネットワーク 〜すばらしき私の街〜
- 「マイあさ！」(ラジオ第1) ニュースリーダー(土日)　(不定期)
- ラジオニュース　(不定期)